# Miannay
Miannay és un municipi francès situat al departament del Somme i a la regió dels Alts de França. L'any 2007 tenia 599 habitants.

## Demografia

### Població

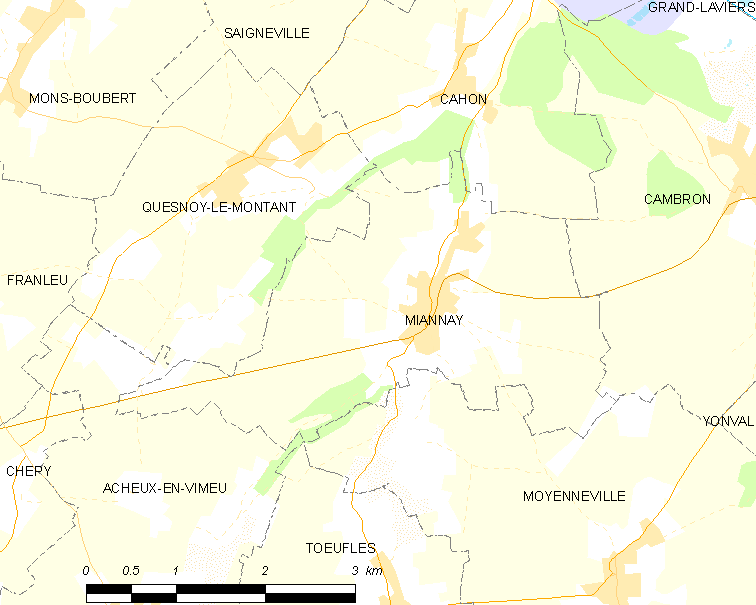

El 2007 la població de fet de Miannay era de 599 persones. Hi havia 232 famílies de les quals 58 eren unipersonals (29 homes vivint sols i 29 dones vivint soles), 58 parelles sense fills, 95 parelles amb fills i 21 famílies monoparentals amb fills.

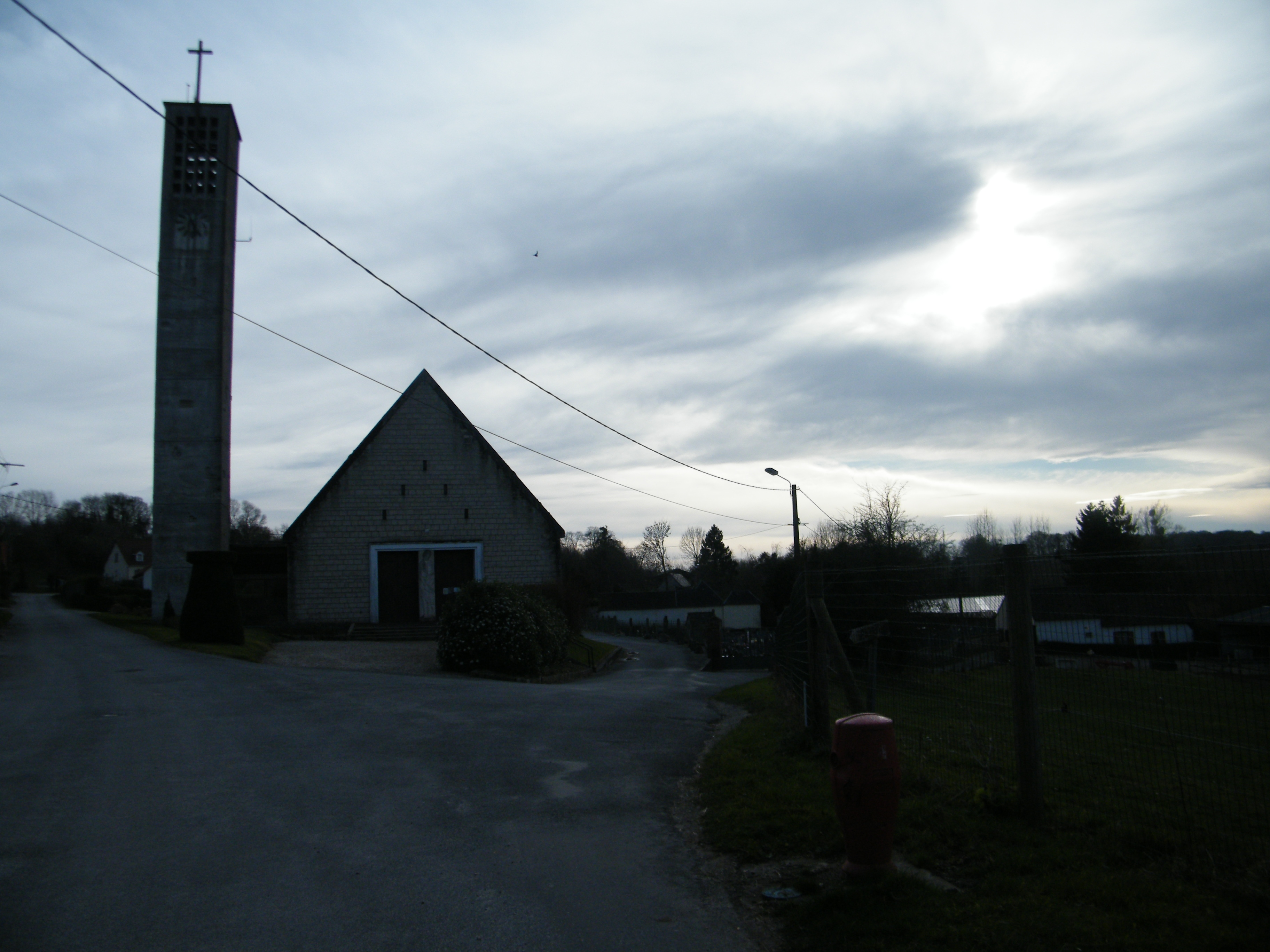

La població ha evolucionat segons el següent gràfic:
Habitants censats

### Habitatges
El 2007 hi havia 262 habitatges, 243 eren l'habitatge principal de la família, 14 eren segones residències i 5 estaven desocupats. 261 eren cases i 1 era un apartament. Dels 243 habitatges principals, 210 estaven ocupats pels seus propietaris, 27 estaven llogats i ocupats pels llogaters i 6 estaven cedits a títol gratuït; 6 tenien dues cambres, 32 en tenien tres, 78 en tenien quatre i 127 en tenien cinc o més. 148 habitatges disposaven pel capbaix d'una plaça de pàrquing. A 101 habitatges hi havia un automòbil i a 107 n'hi havia dos o més.

### Piràmide de població

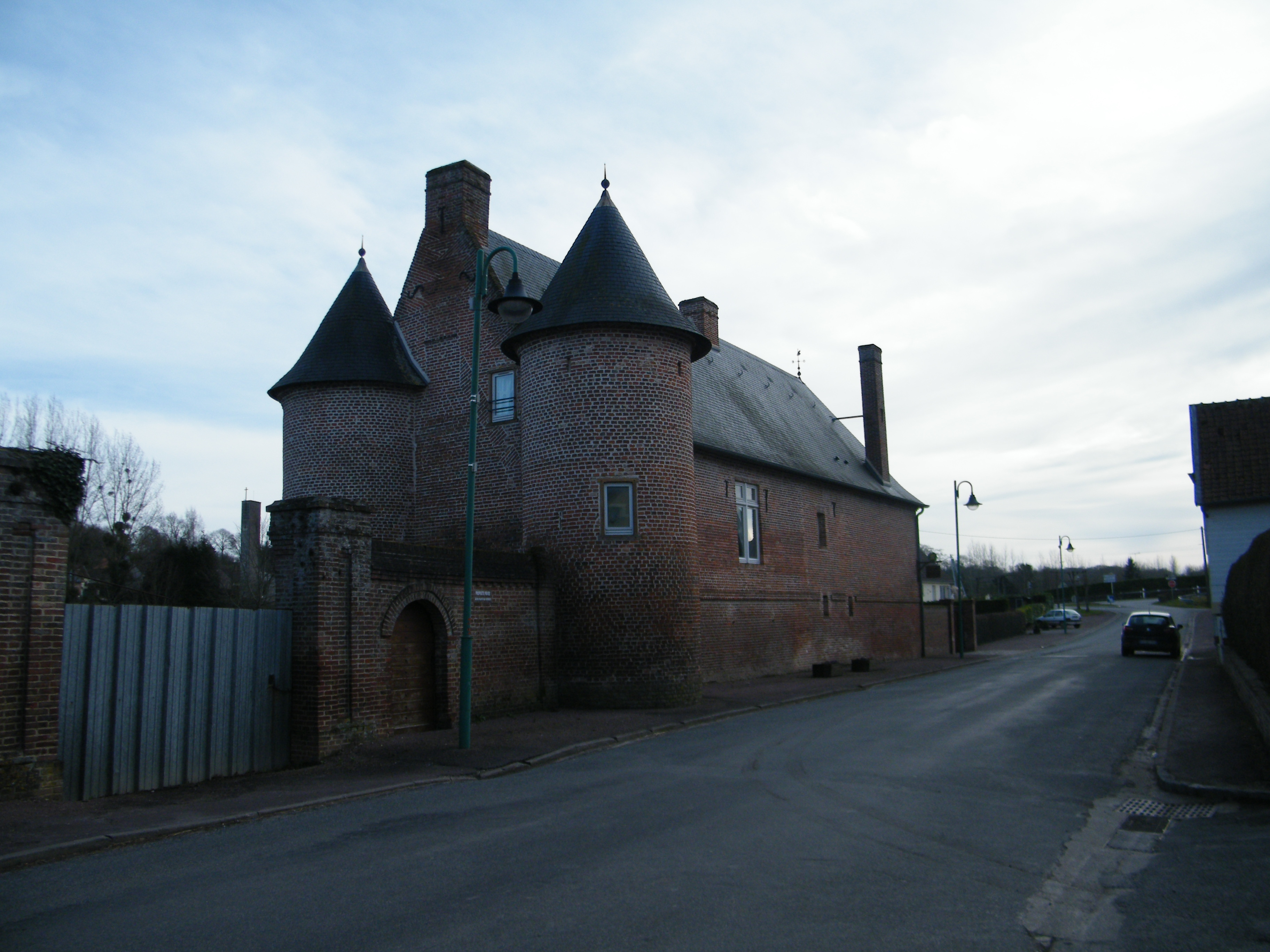
castell

La piràmide de població per edats i sexe el 2009 era:
| Homes | Edats   | Dones |
| ----- | ------- | ----- |
| 0     | 95 o +  | 0     |
| 0     | 90 a 94 | 4     |
| 8     | 85 a 89 | 4     |
| 12    | 80 a 84 | 4     |
| 8     | 75 a 79 | 20    |
| 12    | 70 a 74 | 28    |
| 12    | 65 a 69 | 12    |
| 4     | 60 a 64 | 20    |
| 12    | 55 a 59 | 8     |
| 28    | 50 a 54 | 12    |
| 20    | 45 a 49 | 36    |
| 20    | 40 a 44 | 20    |
| 24    | 35 a 39 | 8     |
| 8     | 30 a 34 | 20    |
| 24    | 25 a 29 | 12    |
| 28    | 20 a 24 | 16    |
| 8     | 15 a 19 | 16    |
| 20    | 10 a 14 | 8     |
| 12    | 5 a 9   | 12    |
| 16    | 0 a 4   | 16    |

## Economia

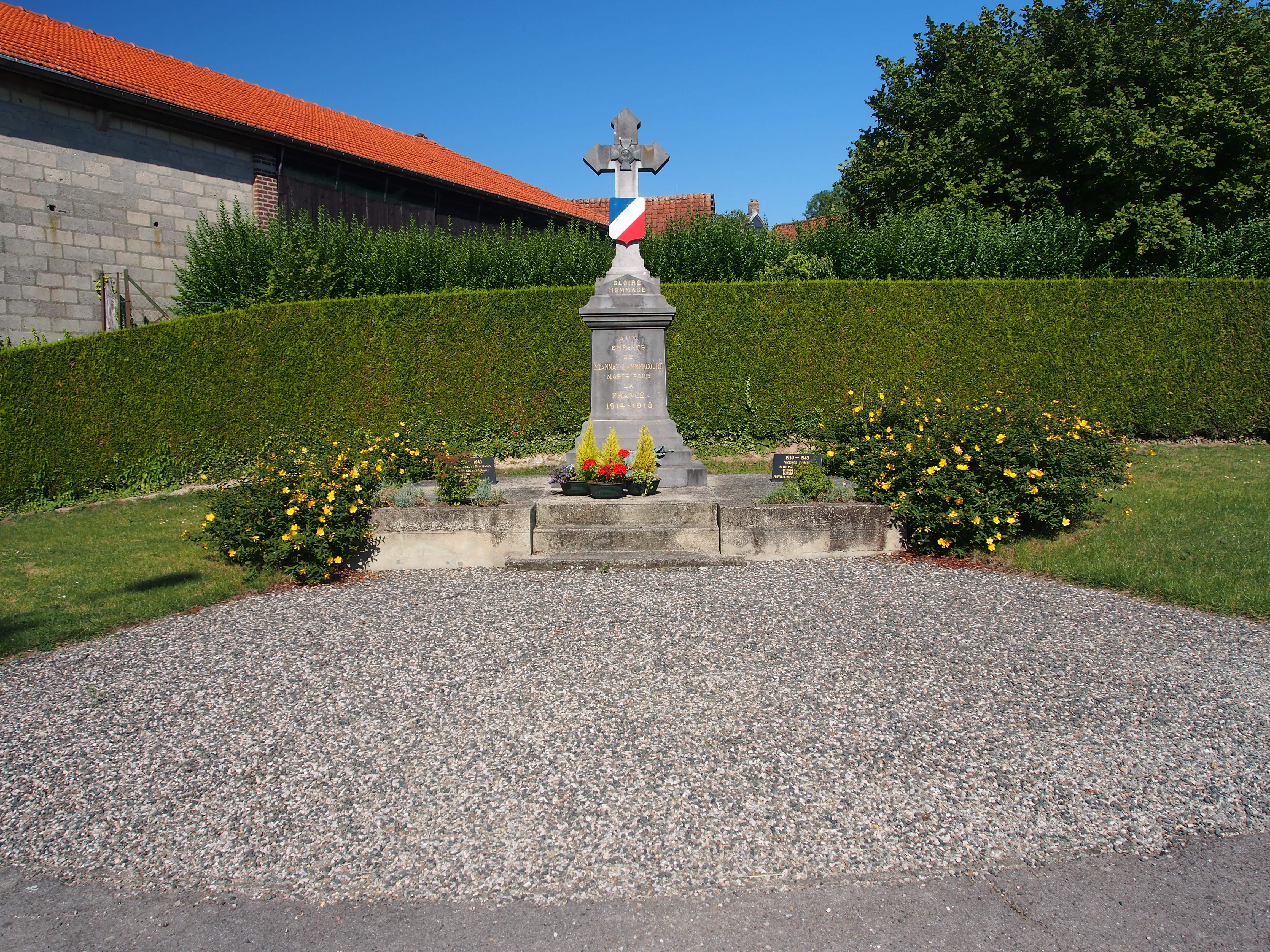

El 2007 la població en edat de treballar era de 382 persones, 287 eren actives i 95 eren inactives. De les 287 persones actives 258 estaven ocupades (149 homes i 109 dones) i 30 estaven aturades (13 homes i 17 dones). De les 95 persones inactives 31 estaven jubilades, 35 estaven estudiant i 29 estaven classificades com a «altres inactius».

### Ingressos

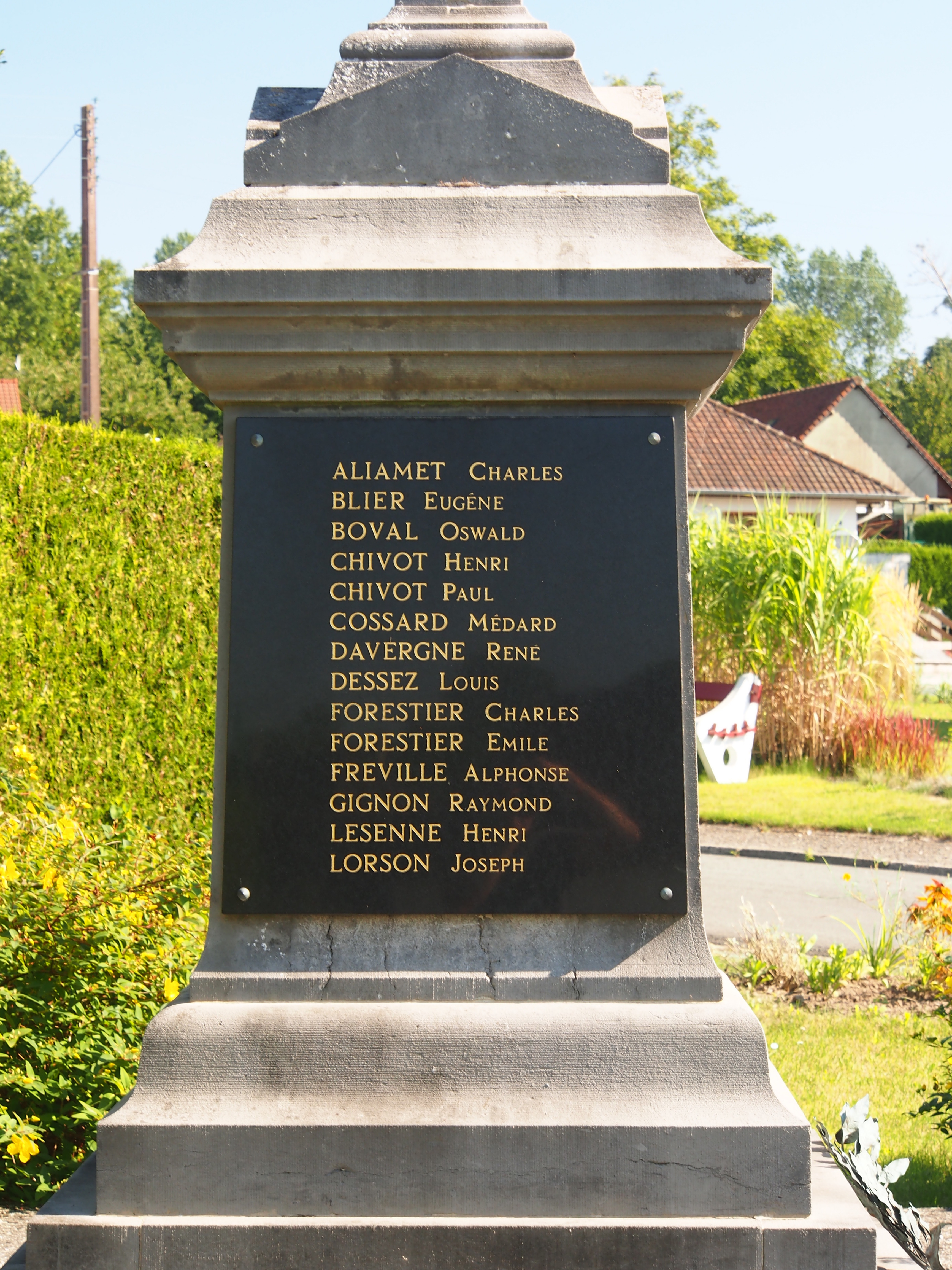

El 2009 a Miannay hi havia 231 unitats fiscals que integraven 557 persones, la mediana anual d'ingressos fiscals per persona era de 18.419 €.

### Activitats econòmiques
Dels 16 establiments que hi havia el 2007, 1 era d'una empresa extractiva, 1 d'una empresa de fabricació d'altres productes industrials, 5 d'empreses de construcció, 3 d'empreses de comerç i reparació d'automòbils, 3 d'empreses d'hostatgeria i restauració, 2 d'empreses de serveis i 1 d'una empresa classificada com a «altres activitats de serveis».
Dels 5 establiments de servei als particulars que hi havia el 2009, 2 eren fusteries, 1 electricista, 1 perruqueria i 1 restaurant.
L'únic establiment comercial que hi havia el 2009 era una carnisseria.
L'any 2000 a Miannay hi havia 15 explotacions agrícoles que ocupaven un total de 290 hectàrees.

## Equipaments sanitaris i escolars
El 2009 hi havia una escola elemental integrada dins d'un grup escolar amb les comunes properes formant una escola dispersa.

## Poblacions més properes
El següent diagrama mostra les poblacions més properes.